# 三之瀬

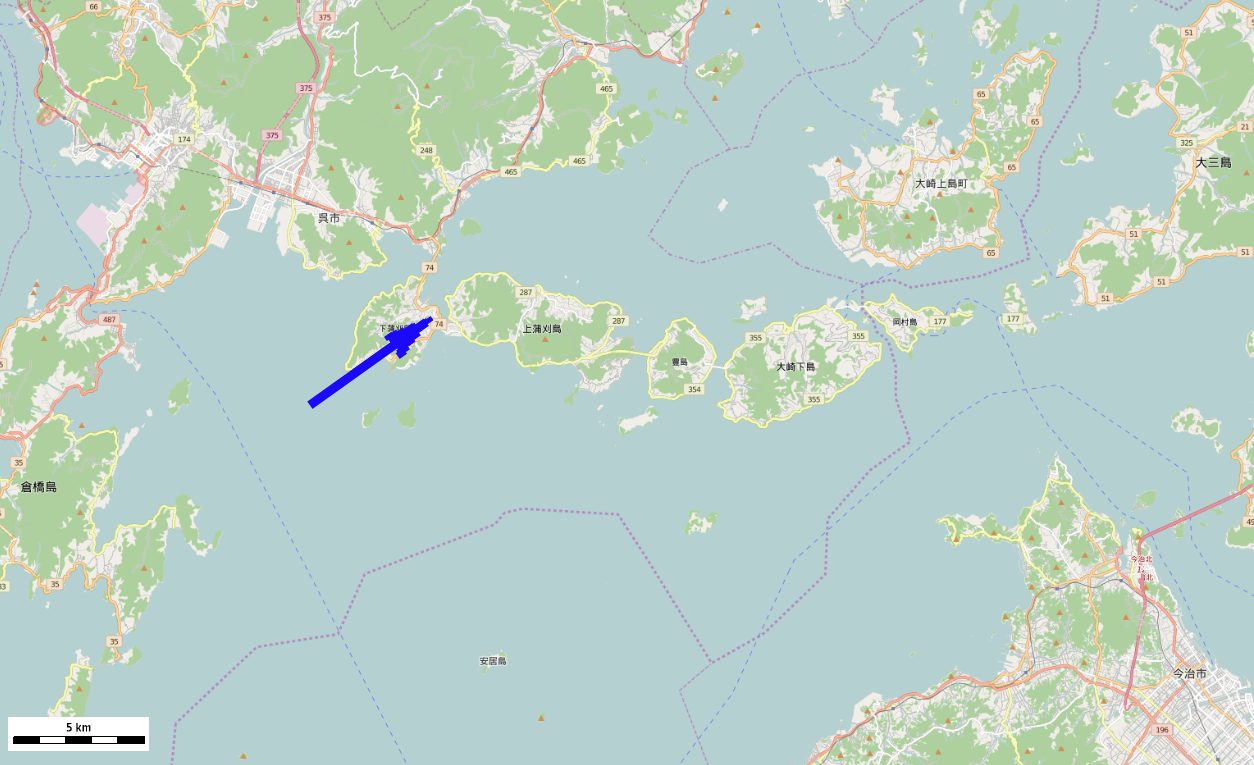
三之瀬の位置

三之瀬（さんのせ）は、広島県南東部の地名。ここでは下蒲刈島の一地区である、呉市下蒲刈町三之瀬を指す。

## 地理
瀬戸内海に浮かぶ芸予諸島の一つ、下蒲刈島の東端に位置する港町である。中央に三之瀬港、その西側に町屋が広がる。町の中央を広島県道74号下蒲刈川尻線が縦断する。
東側にある上蒲刈島との海峡は三之瀬瀬戸と呼ばれる。対岸が向浦港になる。北側は丸岡港で古くは大津泊と呼ばれる港であった。地区の南には上蒲刈島を結ぶ蒲刈大橋がかかる。下蒲刈島と呉市本土は安芸灘大橋で結ばれているため、本州とは陸続きであると言える。
旧安芸郡下蒲刈町三之瀬。瀬戸内海国立公園内に位置する。

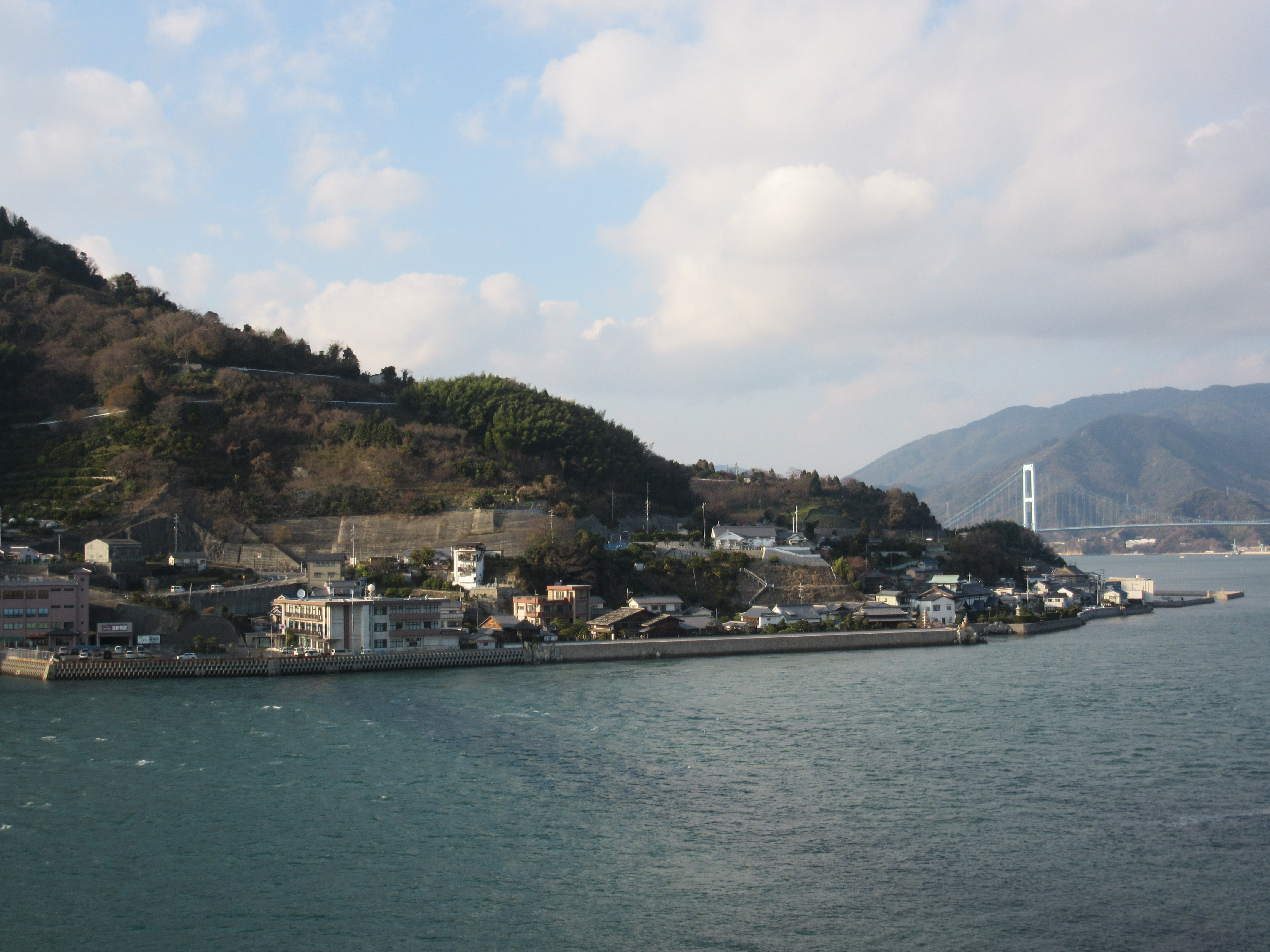
下蒲刈島・三之瀬全景。
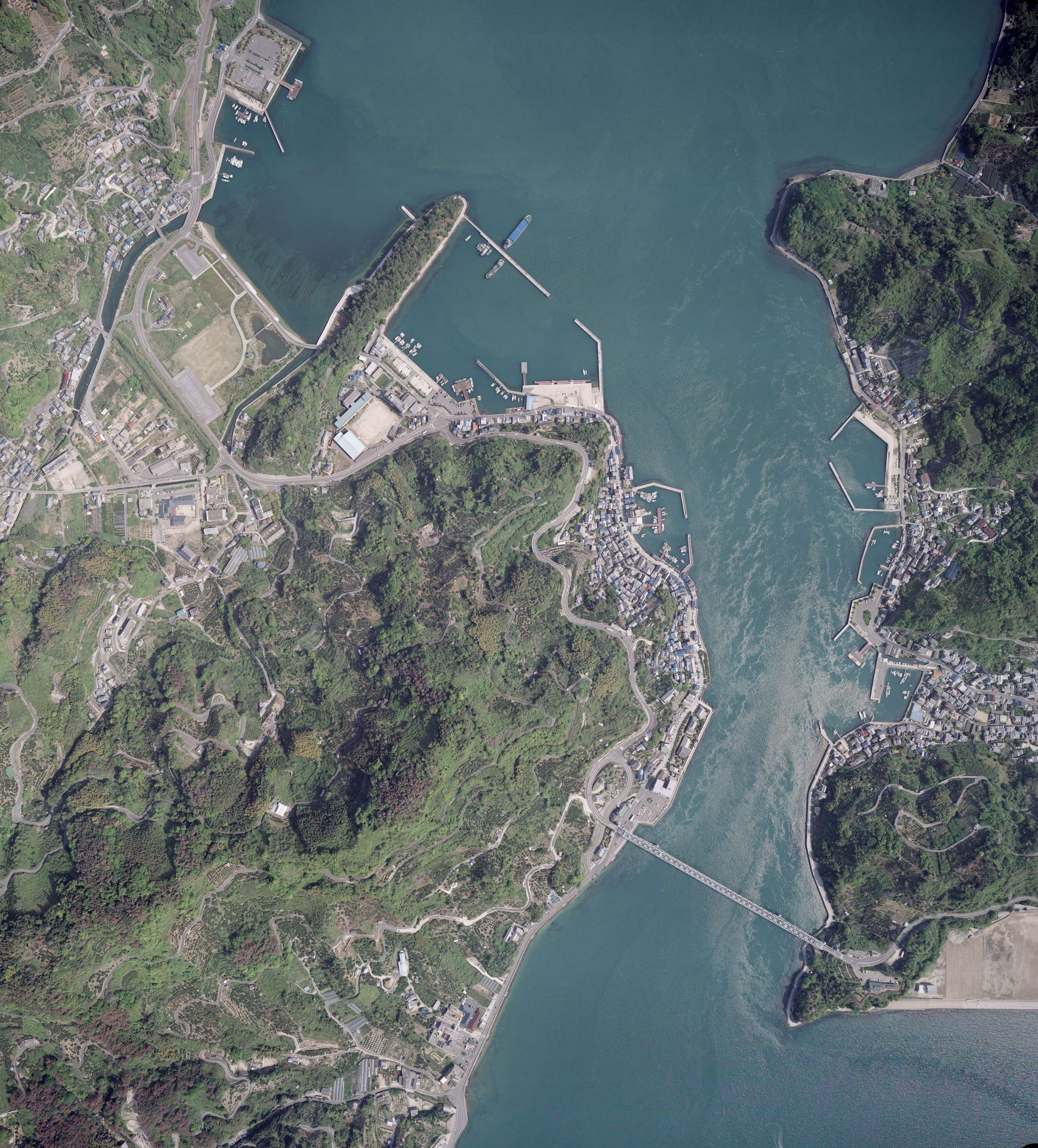
国土交通省 国土地理院 地図・空中写真閲覧サービスの空中写真を基に作成。写真中央やや右から下が三之瀬、上の港が丸岡港、右の対岸が向浦港。

## 沿革

### 蒲刈
この地は東・西・南から海流が流れ込み複雑な潮の流れを生み出す海域である。「三之瀬」とはこの3つの瀬戸が合流していたことに由来する。また、下関（山口県）を一之関、上関（山口県）を二之関、そしてここを三之関と呼ばれていた、とする風説も残る。古来からこの地には船が往来し、そして複雑な海流は彼らを悩ませた。
古来における上蒲刈島・下蒲刈島全域は”日高”と呼ばれ、蒲刈とは現在の三之瀬・向浦・大津泊など三之瀬瀬戸周辺の地のことを指していた。後に上蒲刈島を”日高”下蒲刈島を”蒲刈”と分けて呼ぶようになり、更に後に全域を”蒲刈島村”荘園名を”日高庄”と呼ぶようになった。
- 伝承によると、瀬戸内海を航行していた神武天皇一行は、この地の南方で強風に煽られ舵が折れ自由がきかなくなり潮の流れに乗って向浦にたどり着き、そこで天皇は山に登り周囲を展望しようとすると蒲が生い茂り視界を妨げていたためこれを刈りとって周囲を展望した[2]。そこから蒲刈と呼ばれるようになった。
- 『芸藩通志』によると、蒲刈は本来「竈所（かまがり）」であるという[2]。万葉集の時代に妹所（いもかり）と呼ばれていたが時代が下ると竈所に変わり、そこから竈門あるいは竈戸とも呼ばれた[2]。康応元年（1389年）『鹿苑院義満公厳島詣記』には「かまかり」として、『海東諸国紀』には「竈戸」、安永6年（1777年）『和訓栞』では「かまど關」、が出てくる[2][3]。

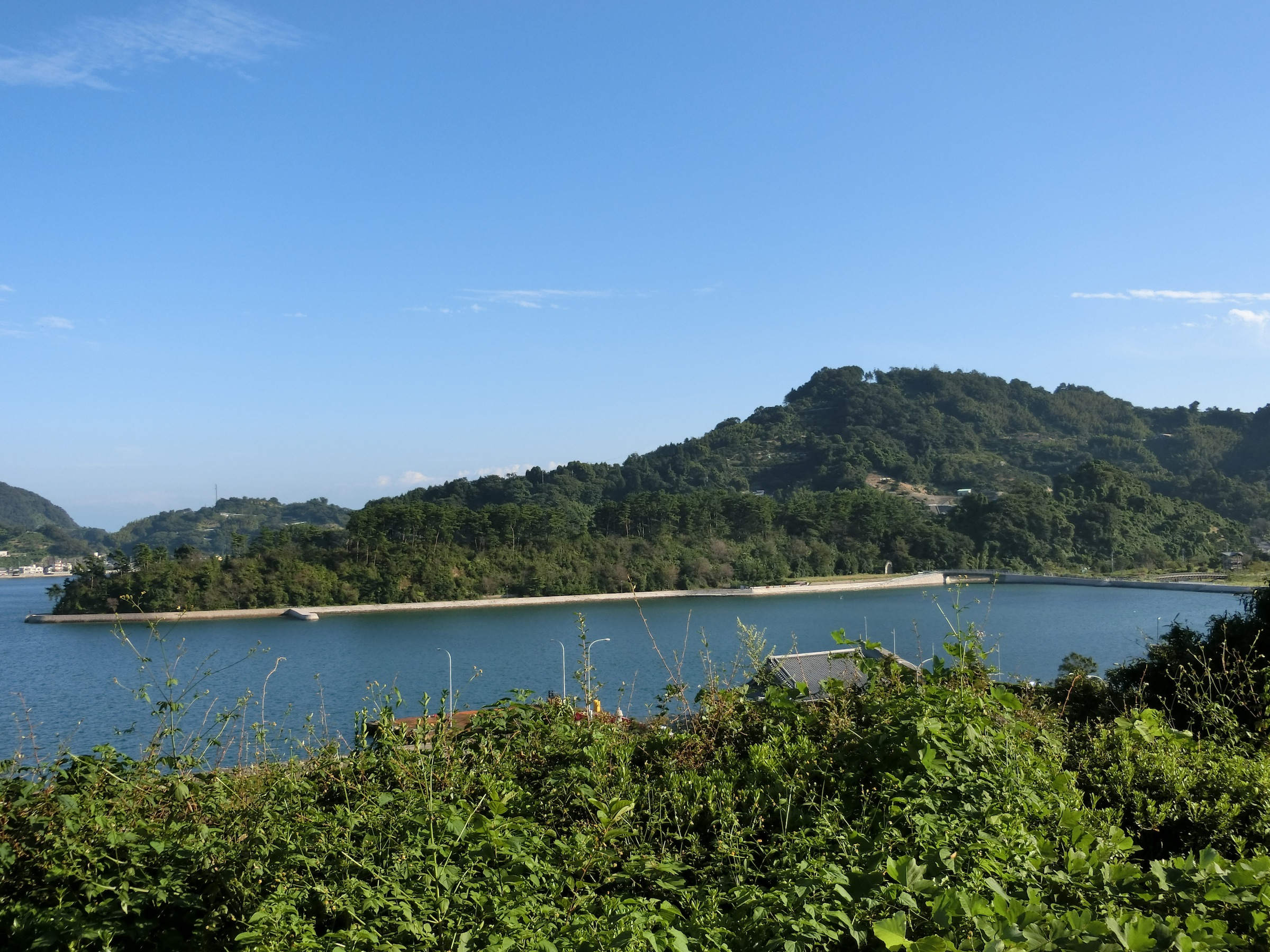
多賀谷氏居城の丸屋城跡

三之瀬は尾道や鞆の浦と共に中世には港として機能していたと考えられている。応永27年（1420年）宋希璟『老松堂日本行録』によると、三之瀬には海賊（いわゆる水軍）が海関つまり航海上の関所を設け、彼らは水先人として関銭を徴収していたこと、そして彼らに従わなかった場合は金品すべて奪われていたという。ただ、これ以外の江戸時代以前の港の様子がわかる資料はほぼない。
日高庄は平安時代末期から興福寺の荘園であったが、室町時代末期から南北朝時代初期にこの地に進出してきた多賀谷氏が掌握するようになる。多賀谷氏は戦国時代当初は大内氏、のちに毛利氏の水軍として活躍した。

### 海駅

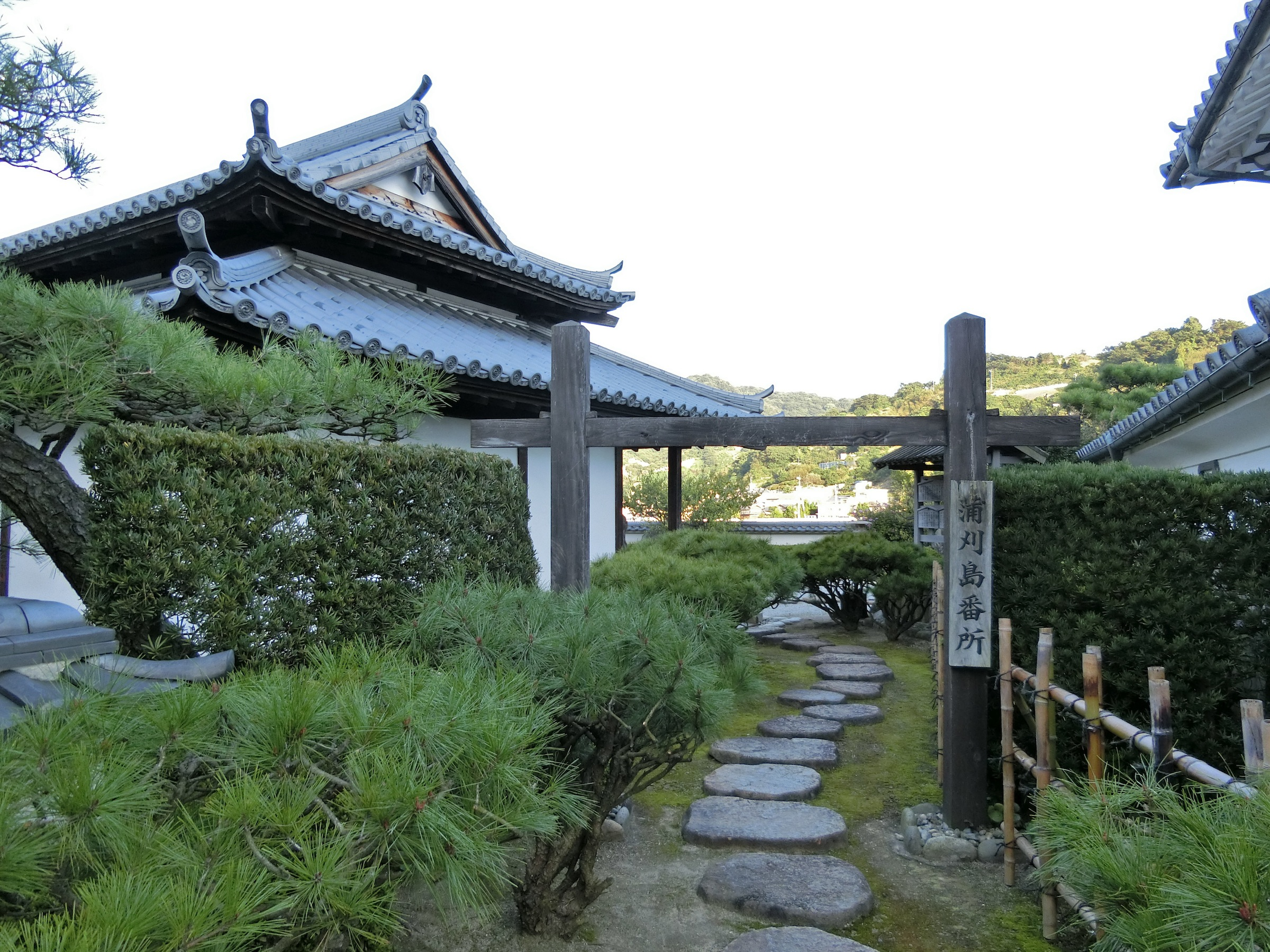
（復元）蒲刈島御番所

安土桃山時代、豊臣秀吉による文禄・慶長の役を機に、瀬戸内海海路の整備が行われその要所には海駅つまり海路の宿駅が設置された。江戸時代に入ると、江戸幕府もこれを継承した。広島藩領は、慶長5年（1600年）藩主となった福島正則が藩経営のため積極的な経済基盤の整備をおこなっている。その中の一つが海路整備で、江戸幕府からの命により正則は藩内の三之瀬と鞆の浦を海駅に指定する。ここで向浦ではなく三之瀬の方が選ばれたのは、向浦が海上を観察するには地形的に不利だったため。のち正則は改易され、鞆は備後福山藩の港となるため、三之瀬は広島藩唯一の海駅となる。
三之瀬は福島検地以降「町方」とされ、後に”福島雁木”と呼ばれる雁木や波戸が整備され、本陣・番所そしてお茶屋が常設された。本陣はいわゆる”浜本陣”で、玄関・次の間・御居間・御寝間・納戸・風呂など本陣としてほぼすべて揃えていた。番所には”蒲刈繋船奉行”が入り、幕命による公用物資の取り扱いや海上警護などを行っていた
この港は広島藩のみならず、参勤交代での西国大名、長崎奉行、オランダ商館長、そして琉球使節や朝鮮通信使が利用している。
特に朝鮮通信使の記録が残っている。江戸時代の間、通信使は12回派遣され、うち11回は三之瀬に宿泊している。広島藩は失礼がないようにと丁寧にかつ豪華に出迎えた。桟橋から宿舎まで赤いフェルトを敷き詰め、金屏風100枚で飾り、夜には多くの提灯で煌々と照らした。料理は”安芸蒲刈御馳走一番”と通信使は記録に残している。一方で来訪のたびに施設は更新あるいは増改築を繰り返し、1回の動員人数は武・町・村人あわせて1200人ほど、三之瀬の住民にとっては住居を通信使の宿舎として用いるためこの期間中は周辺の村への仮住まいを強いられ、なにより1回あたり約2万両（現在の価値で約8億円）かかる費用は藩だけでなく三之瀬や周辺沿岸の村々にも都合させたため、通信使来訪は藩にとっても町民にとっても重い負担であった。
寛文12年（1672年）、西廻海運、つまり日本海から瀬戸内海をまわり大阪そして江戸に至る海運ルートが確立した。そのルートは山陽陸地側を通る「地乗り」航路と瀬戸内海中央を通る「沖乗り」航路の2つであり、当時の和船は一枚帆で追い風をはらんで更に潮の流れを利用して航行する構造であったため、暴風雨を避け順風を待つ「風待ちの港」上げ潮や下げ潮を待つ「潮待ちの港」が航路途中に設けられた。三之瀬はその中で地乗り航路の代表的な港となった。三之瀬が交易港としてどのくらいの規模だったかは不明。同じく地乗りである忠海の商人2者の記録によると、三之瀬は取引先相手に入っていないあるいは小さい商いしか行われていない。三之瀬の東にある御手洗は沖乗り航路の代表的な港であり、江戸時代後期になると航行技術向上により沖乗りが主流となっていき御手洗は広島藩随一の交易港となっていくが、そんな御手洗と三之瀬を結ぶ航路も存在していた。

### 近代から現在

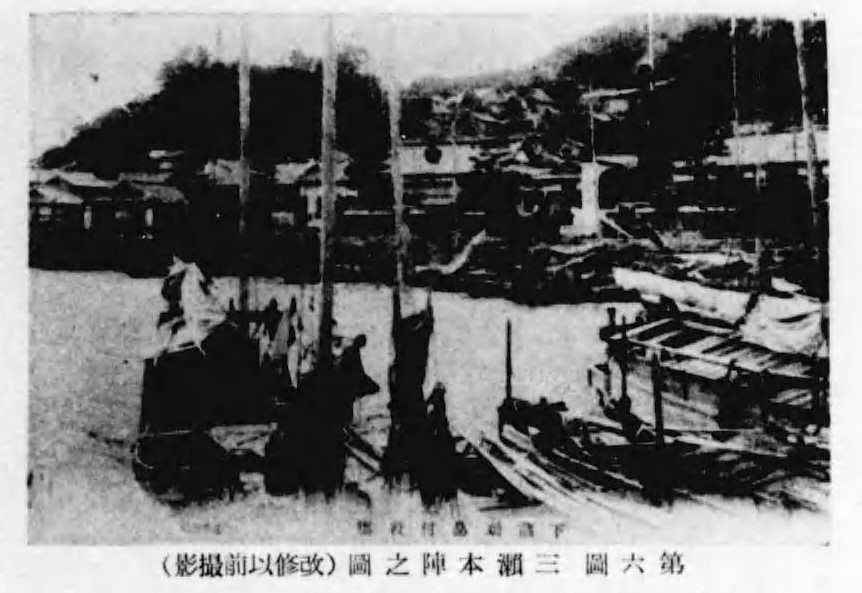
近代の様子。
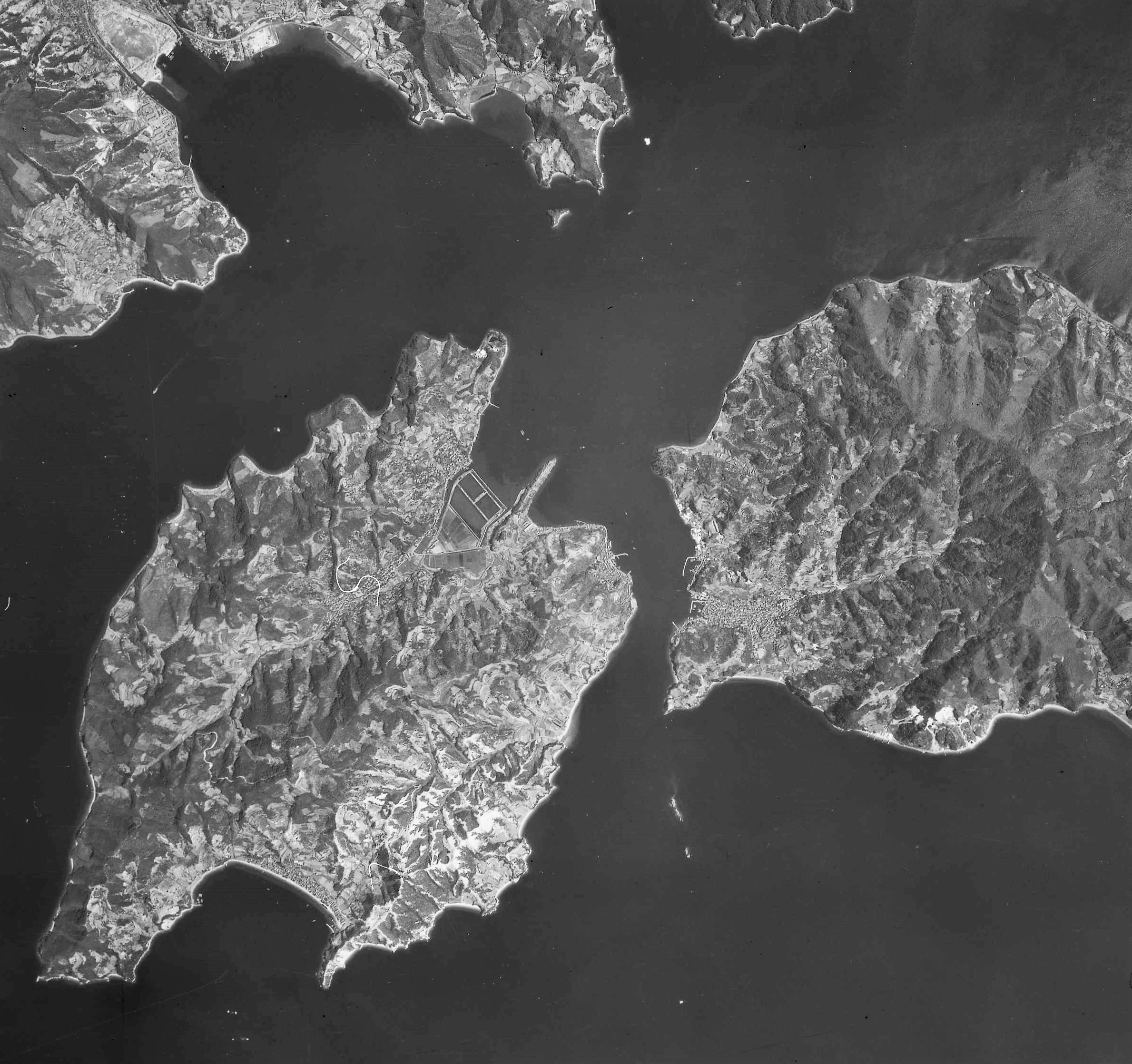
1948年米軍撮影。

廃藩置県後、広島県安芸郡下蒲刈島村となる。広島藩の施設は役場などに転用された。
明治時代以降汽帆船の登場により風待ち潮待ちの港は必要がなくなり、そして鉄道(山陽本線）の登場により物流も変わったため、中継港としての存在意義はなくなり、小さな港町として存続していった。また戦前この地は呉市を拠点とした大日本帝国海軍呉鎮守府の管轄内であり、地図に記載されていない時期もあった。	

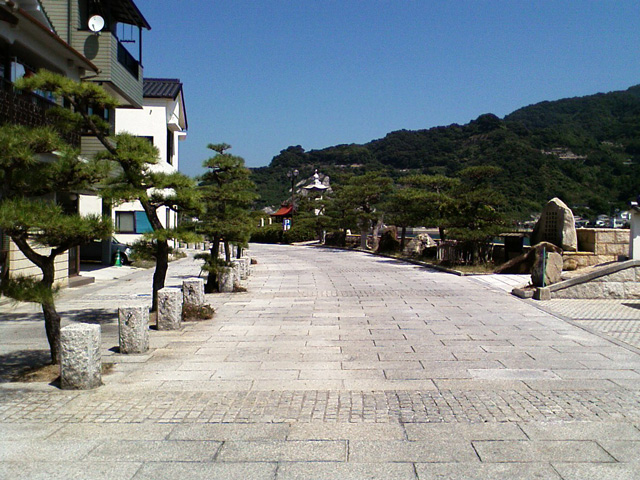
町の中央を通る県道74号。石畳が敷かれている。

戦後も島嶼の小さな港町として存続していった。1962年（昭和37年）町制施行により安芸郡下蒲刈町三之瀬に、1979年（昭和54年）蒲刈大橋開通により上蒲刈島と繋がり、2000年（平成12年）安芸灘大橋開通により呉市本土と繋がり、そして2003年（平成15年）呉市と合併により広島県呉市下蒲刈町三之瀬となる。こうした交通網の整備は新たな地域活性化に繋がる反面、下蒲刈島全体では宿泊客が減り幾つか民宿が廃業するなどの問題も起こっている。
現在この地で行われている地域活性化計画は、1990年（平成2年）安芸郡下蒲刈町時代に作成された「文化と歴史の掘り起こし」と、全島庭園化事業「ガーデン・アイランド構想」から始まる。具体的には朝鮮通信使を中心とした島の歴史の再発掘と、島を庭園に見立て芸術そしてマツを中心に飾り立てる構想である。翌1991年（平成3年）に蘭島閣美術館開館、そして庭園と通信使資料を展示する松濤園の整備が始まっている。そして国宝・国重文などの修復で著名な京都の安井杢工務店と連携し、質のいい古家をいくつかこの地に移設している。こうして三之瀬は古くからの港湾施設と文化施設が混ざり合った地区として形成されていった。

## 名所・史跡
三ノ瀬御本陣跡
県史跡。1870年（明治3年）廃止。のち下蒲刈島村役場として用いられたが取り壊され、現在は石柱と説明板のみ。跡地に建つのが三之瀬御本陣芸術文化館。
蒲刈島御番所跡
県史跡。現在は取り壊され石柱のみ。跡地に建つのが蘭島閣美術館。
三ノ瀬朝鮮信使宿館跡
県史跡。上のお茶屋への折れ曲がり路地と石段が残るのみで、そこに石柱が建っている。
長雁木
福島雁木ともいわれる雁木。広島藩による増築や近代および現代の工事によって、現在のものは長さ約55.5m×14段。
常夜灯
御番所跡前、現在の蘭島閣美術館前に立つ。元々は福島正則による港湾整備の際に置かれたもので、木製であった。広島市内を流れる旧太田川河口、鞆ノ浦に次いで、広島藩3番目の常夜灯であった。現在のものは当時と同じものではなく、鞆ノ浦の常夜灯を縮小復元したもの。
観瀾閣
国登録。神谷仙次郎の別宅。三之瀬の海岸沿いの立地を活かし、中国風の建築が特徴的な建物。外観のみ見学可。
松籟亭
国登録。満鉄系車両会社社長の大阪にあった離れ座敷を移設したもの。1992年（平成4年）池ノ浦公園内に移設。現在は茶室として用いられている。
弘願寺
1525年（大永5年）開基、18世紀後半再建。子孫に永野護、永野重雄、永野健がいる。
厳嶋神社
侍屋敷
丸本家住宅。18世紀前半頃のものでお茶屋を管理していた武士の役宅であった。
松濤園
沿岸に整備された庭園と町屋郡。
- 陶磁器館 - 宮島にあった町屋を移設したもの。
- 御馳走一番館 - 砺波市にあった有川邸を移設したもの。朝鮮通信使の資料を展示している。
- あかりの館 - 上関町にあった吉田邸を移設したもの。世界の灯火器を展示している。
- 復元蒲刈島御番所 - 番所を復元したもの。山口上関町にある旧上関番所も参考にしている。

白雪楼
元々沼隈（福山市）の豪農山路家が邸内に建てた学問所「奇好亭」で、明治期に頼春風の子孫である竹原頼家によって竹原に移設し「留春居」としていたものを、下蒲刈町が無償で譲り受けたもの。
昆虫の家（頑愚庵）
蒲刈出身で宇品に居を構えた竹本邸を下蒲刈町が無償で譲り受けたもの。昆虫資料館。
蘭島閣美術館
番所跡に建つ美術館。郷土ゆかりの作家・美術家の作品を展示している。別館もあり、こちらは寺内萬治郎作品の常設展示している。
三之瀬御本陣芸術文化館
本陣跡に建つ須田国太郎作品の常設展示館。外観は当時の本陣を復元したもの。

## ギャラリー

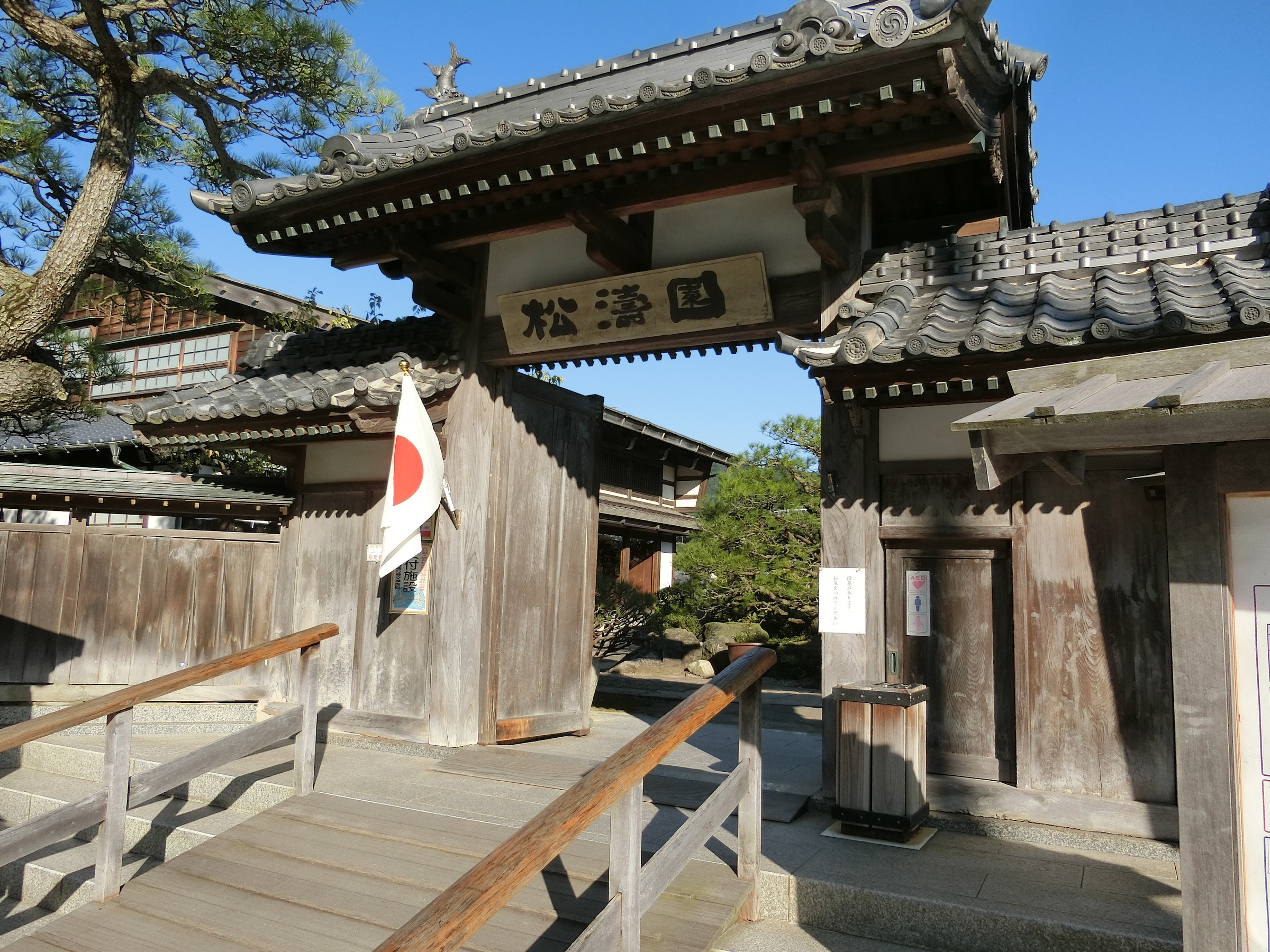
松濤園
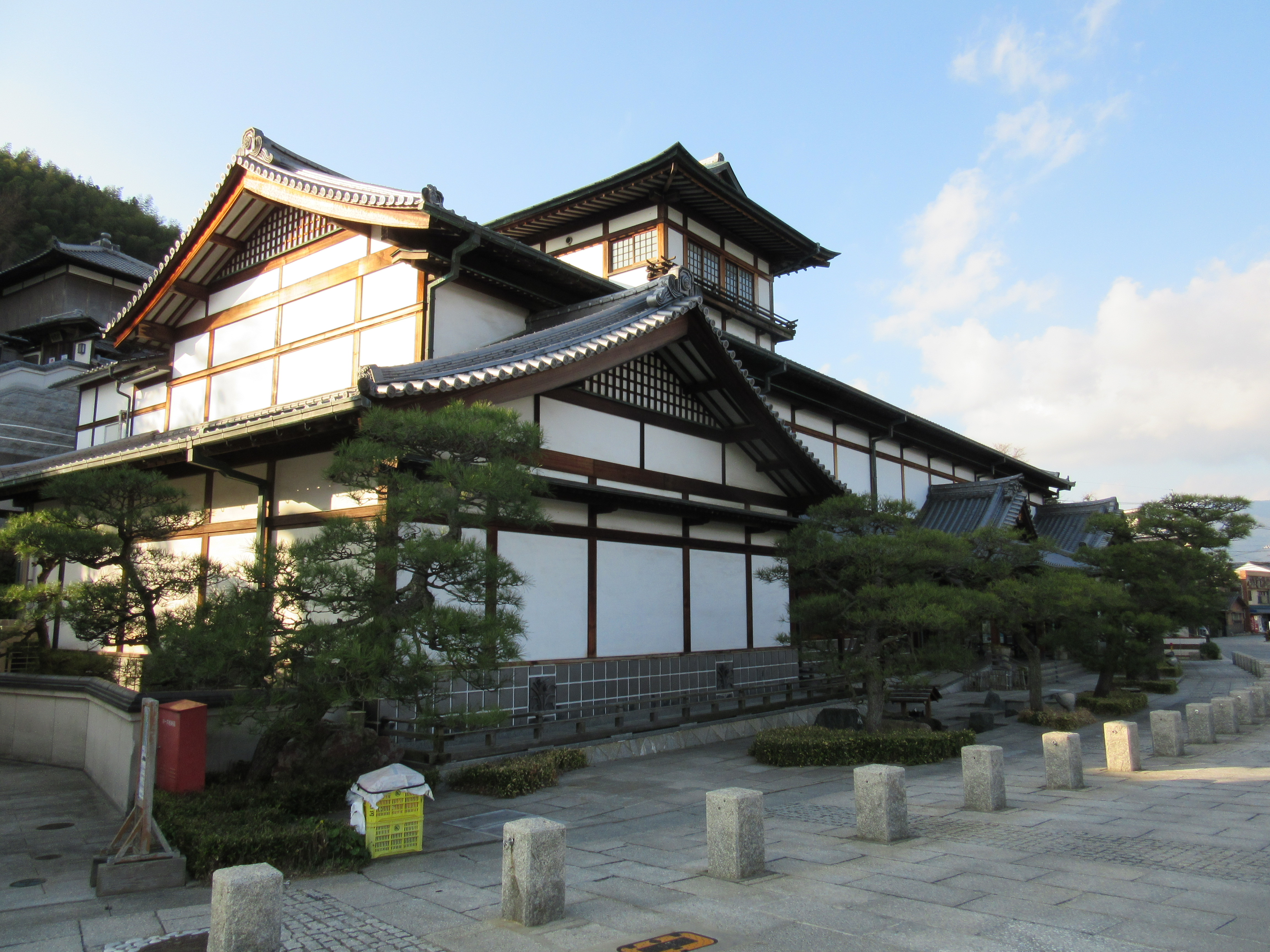
蘭島閣美術館
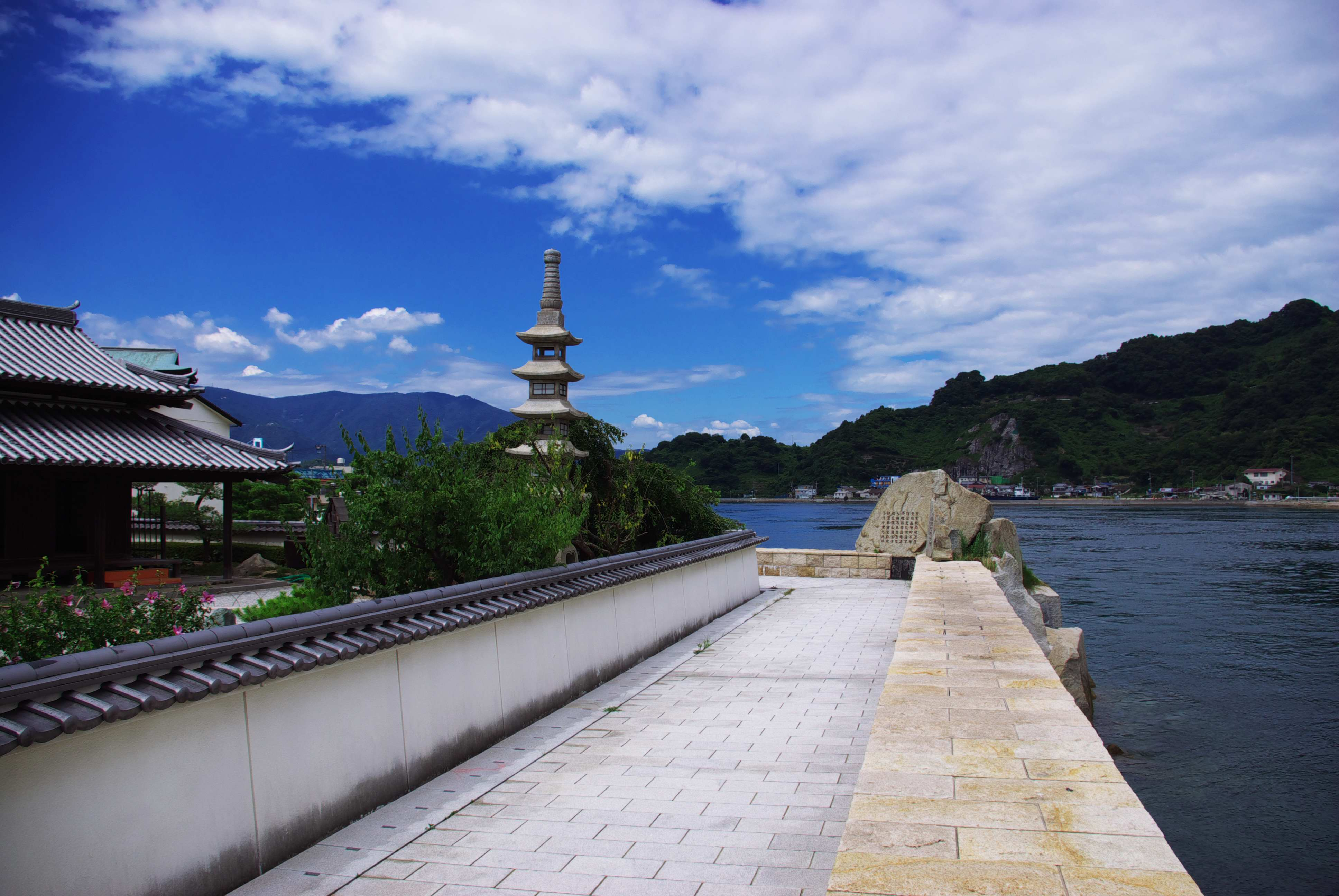
御馳走一番館前
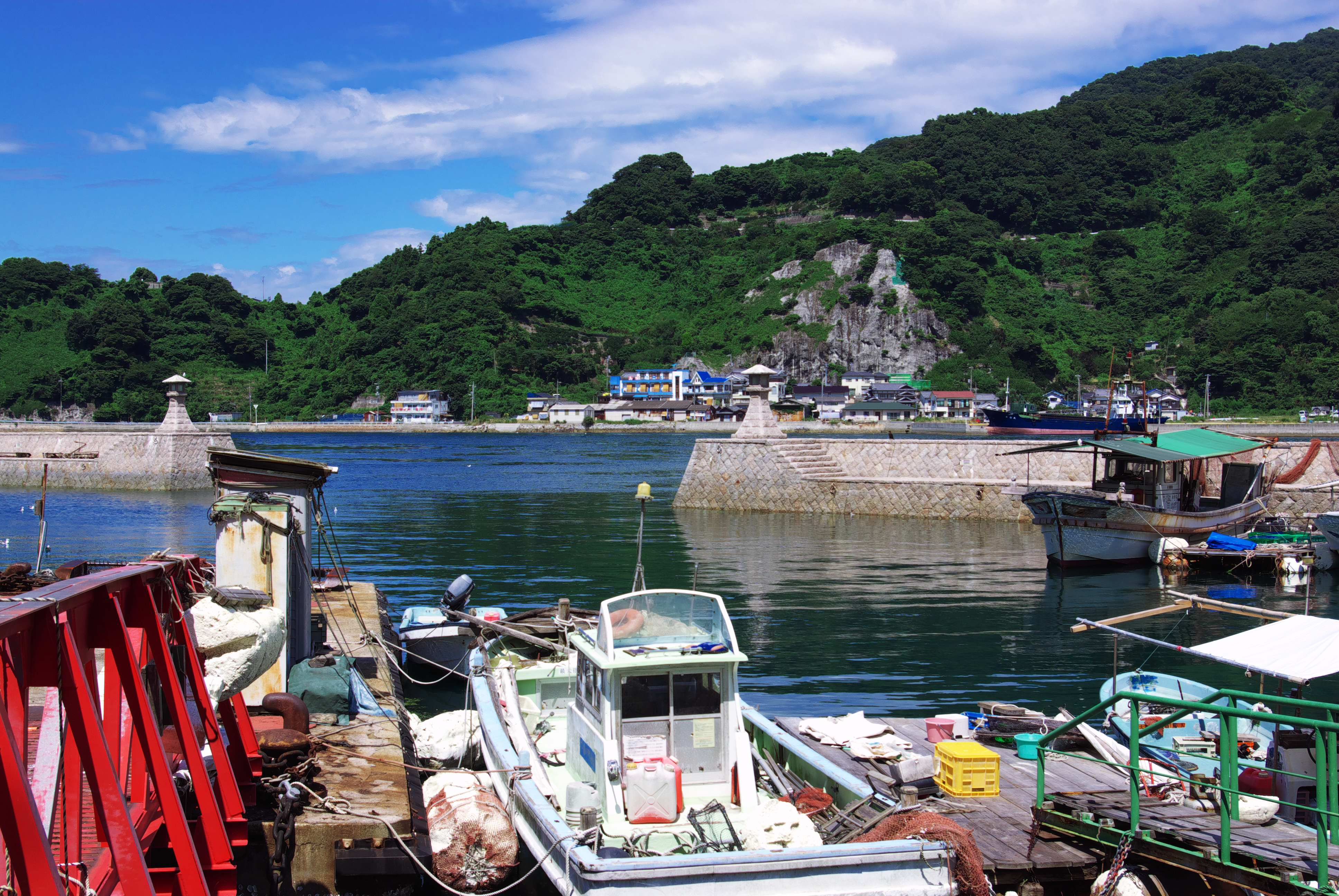
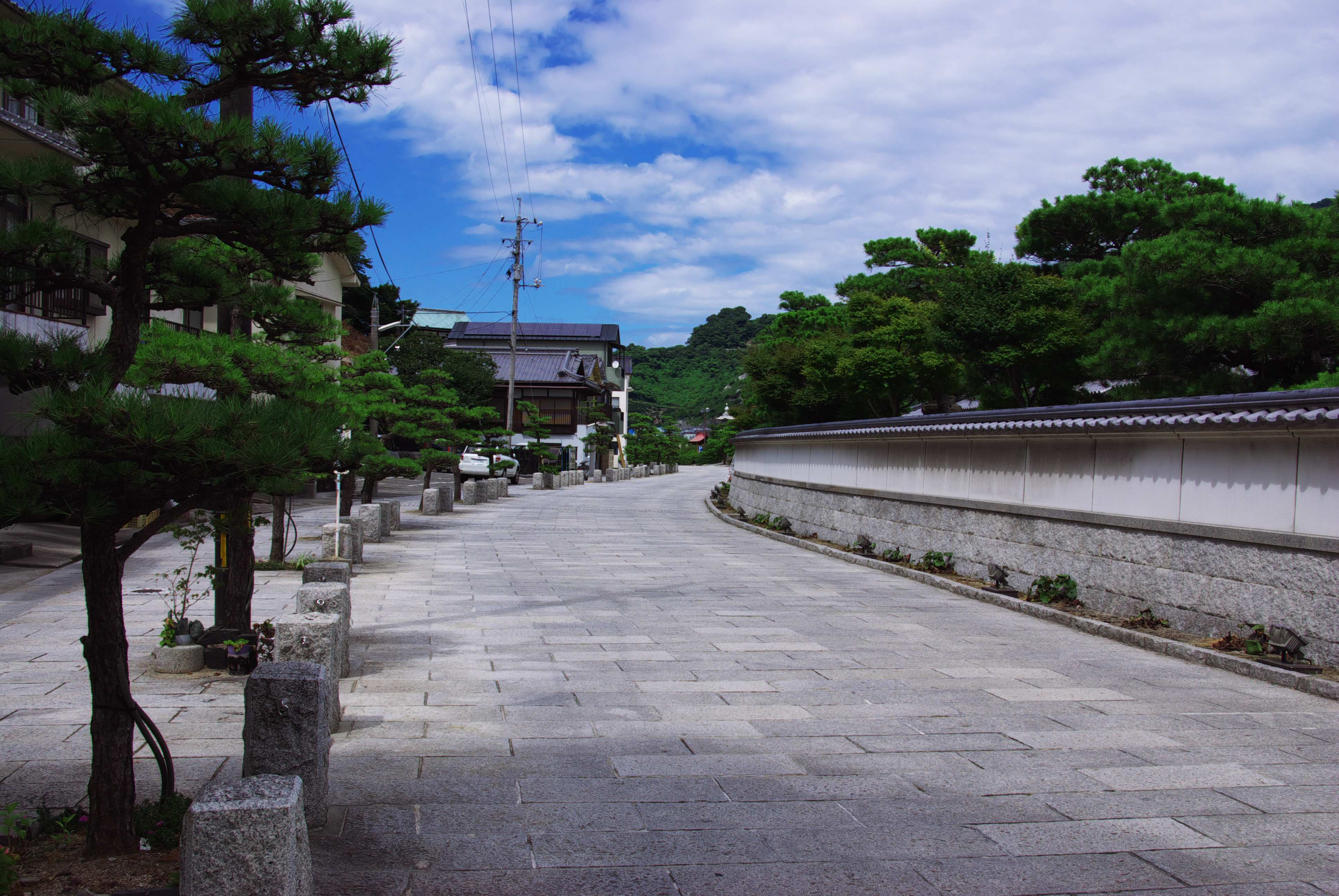

## 文化
祭り
- 10月 朝鮮通信使再現行列
- 10月 棒の舞祭り

## 交通
- 車
  - JR仁方駅から、安芸灘大橋有料道路経由、約15分
  - JR呉駅から、安芸灘大橋有料道路経由、約40分
  - 東広島呉自動車道阿賀ICから、安芸灘大橋有料道路経由、約30分
- バス
  - 瀬戸内産交、中国労災病院発着系統、三之瀬バス停下車
  - とびしまライナー、下蒲刈中学校バス停下車、徒歩約30分